# Buddhistické umění

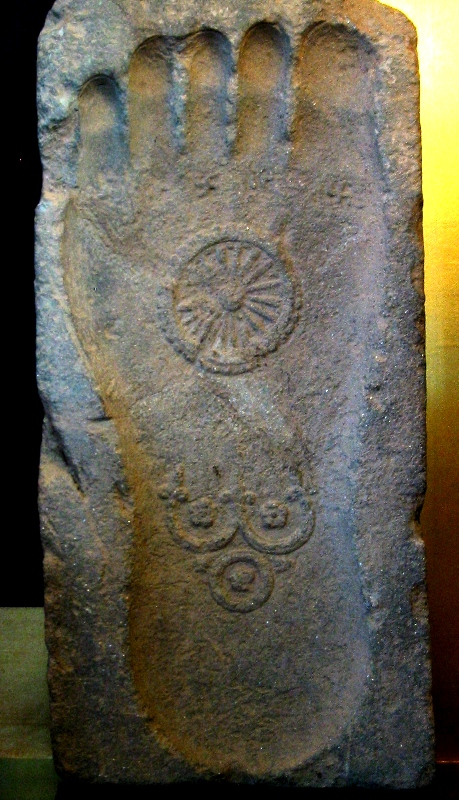
Chodidlo Buddhy s kolem nauky z 1. století, Gandhára

Buddhistické umění má své počátky v 6. - 5. století př. n. l. v době, kdy začal vznikat samotný buddhismus. V průběhu staletí následkem kontaktů s jinými kulturami se nadále vyvíjelo a začalo se rozšiřovat i do mimo asijských zemí. V rané, tzv. anikonické fázi se buddhistické umění ještě drželo indické tradice, která se vyhýbala zobrazování lidských figur.
Takovým typickým příkladem anikonického zobrazení může být otisk Buddhova chodidla, ve kterém je umístěno kolo nauky. Zhruba od 1. století se v severní Indii začaly objevovat první antropomorfní vyobrazení Buddhy, které se snažily ztvárnit jeho podobu. Hlavními centry buddhistického umění té doby byla Gandhára, království v poříčí Indu, a Mathura, město v dnešním Uttarpradéši.
Původními architektonickými formami buddhismu byly v jižní a jihovýchodní Asii stúpy, po rozšíření buddhismu do Číny počátkem 1. tisíciletí n. l. pagody .
Mahajánový buddhismus ve svých výtvarných dílech výrazně rozšířil ikonografii  a symboliku théravády.